# محمد البهبهاني
مير سيد محمد البهبهاني (بالفارسية: میر سید محمد بهبهاني؛ مواليد 1874 - توفي في 11 تشرين الثاني 1963 م) كان أحد أبرز السلطات الدينية في طهران خلال العصر الحديث، ولعب دورًا في الثورة الدستورية وفي وقت لاحق في الإطاحة بحكومة محمد مصدق.

## الأسرة والتعليم
السيد محمد هو ابن السيد عبدالله بهبهاني الذي كان يعد من علماء الشيعة في طهران وزعماء الحركة الدستورية. كان جده السيد إسماعيل بهبهاني عالمًا مشابهًا للملا علي كاني والسيد صادق سنجلاجي . وكان السيد عبد الله بلدي بوشري من أقرباء مير سيد محمد بهبهاني مشهورًا أيضًا. تابع محمد تعليمه الديني في طهران والنجف على يد الأخوند الخراساني والسيد محمد كاظم الطباطبائي اليزدي، حتى وصل إلى درجة الاجتهاد. خلال العصر الدستوري، قدمه الأخوند الخراساني إلى البرلمان بوصفه العالم الأعلى.

## في العصر القاجاري
اُنتُخب نائبًا في الدورة الثانية للجمعية الوطنية الاستشارية، لكنه لم يحضر الجلسات، وفي النهاية تمت قراءة استقالته في البرلمان في 19 أيلول 1910 م.

## في العصر البهلوي
كان مير سيد محمد بهبهاني مرتبطًا بالبلاط البهلوي وعارض محمد مصدق أثناء تأميم النفط الإيراني. لعب دورًا مهمًا في حشد أنصار الشاه أثناء الانقلاب الذي وقع في 19 آب 1953. وصفه مصدق وآخرون بـ"علماء الانقلاب". وبعد أن أدرك البهبهاني صعود آية الله الخميني في حركة 63، أصبح من مؤيدي هذه الحركة في فترة وجيزة. وحذره الشاه بشدة أنه إذا دعم حركة الخميني فإن الشاه سيجعله يحلق لحيته بصورة مؤلمة جافة ومن دون صابون وبأداة مؤلمة. فأجاب بهبهاني الشاه قائلًا: "منذ 19 آب (بسبب الجهود المبذولة لإعادتك واستقبال الناس لك)، بصق الكثير من الناس على وجهي حتى أصبح من المستحيل حلاقة لحيتي!"
تعكس حياة وأفعال مير سيد محمد بهبهاني المشهد السياسي المعقد في إيران خلال عصره، حيث لعبت الشخصيات الدينية غالبًا أدوارًا مهمة في دعم ومعارضة الأنظمة والحركات المختلفة.

## دولاره بهبهاني
ذُكر مصطلح "دولار بهبهاني" لأول مرة من ضابط سابق في وكالة المخابرات المركزية الأمريكية يدعى ريتشارد كوتام [الإنجليزية] في كتابه. كان كوتام، أستاذ العلاقات الدولية في جامعة بيتسبرغ ومؤلف كتاب "القومية في إيران"، بمثابة حلقة الوصل بين الولايات المتحدة وشركاء آية الله الخميني أثناء ثورة 1979، بل إنه زار الخميني في نوفل لو شاتو. بعد عدة سنوات من مغادرته وكالة المخابرات المركزية وبدء مسيرته الأكاديمية، أشار بإيجاز في كتابه إلى أنه خلال الانقلاب، وُزعَت "دولارات بهبهاني" بين رجال الدين والفصائل في جنوب طهران.
وفقًا لوثائق حكومية أمريكية رُفعت عنها السرية ونُشرت من الأرشيف الوطني عام 2017 تحت عنوان "استعراض الأزمة الأخيرة"، كانت السفارة الأمريكية في طهران مصدرًا لبعض "دولارات بهبهاني" على الأقل. وجاء في الوثيقة: "بناءً على تقارير موثوقة، دفعت السفارة الأمريكية سرًا مبالغ طائلة لأفراد نافذين، منهم آية الله بهبهاني، رجل دين بارز".

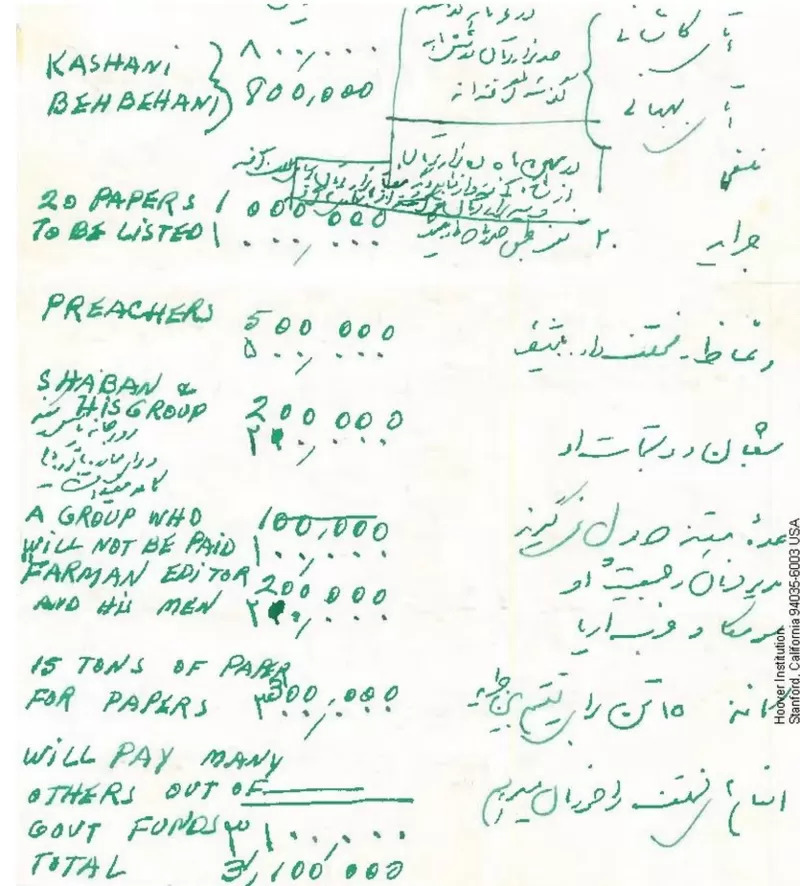
تشير مذكرة ثنائية اللغة كتبها أردشير زاهدي ، والتي تفصل على ما يبدو الحقوق المالية والأجور للانقلاب الإيراني عام 1953، إلى أن المدفوعات لمحمد بهبهاني استمرت بعد الإطاحة بمصدق. وذكر تقرير لوكالة المخابرات المركزية الأميركية، نقلا عن مصادر مقربة من الجنرال فضل الله زاهدي ، رئيس الوزراء الجديد، أن زاهدي أعطى بهبهاني عشرة آلاف تومان (حوالي ألف دولار) في السادس والعشرين من سبتمبر/أيلول وخمسة آلاف تومان (حوالي خمسمائة دولار) بعد أسبوع "للحفاظ على حسن نية بهبهاني ودعمه".

وبحسب الوثيقة "مراجعة الأزمة الأخيرة" المؤرخة في 2 سبتمبر/أيلول 1953، فإن محمد البهبهاني كان أيضًا أحد الشخصيات الرئيسة في المراحل النهائية للإطاحة بمصدق صباح 19 أغسطس/آب (1953). ويبدو أن هذه الوثيقة عبارة عن تقرير للحكومة البريطانية حول بعض أحداث الانقلاب، وقد أرسلته إلى نظيرتها الأمريكية. نشرت وزارة الخارجية الأميركية في عام 1989 نسخة خاضعة للرقابة وغير كاملة من الوثيقة. وتُعد الأقسام الخاضعة للرقابة، والتي أوردتها لأول مرة قناة بي بي سي الفارسية، ذات أهمية كبيرة لأنها تتعلق بدور السفير الأمريكي في الانقلاب وقضية "دولارات بهبهاني" المثيرة للجدل.
وتشير الوثيقة أيضًا إلى أن البهبهاني كان واحدًا من الأشخاص القلائل الذين كانوا على علم بخطة الانقلاب صباح يوم 19 آب، مما يدل على الثقة الكاملة من جانب وكالات الاستخبارات الأمريكية والبريطانية في محمد البهبهاني. ومن غير المرجح أن تكون هناك مثل هذه الثقة فيما يتصل بأبي القاسم الكاشاني، الذي كان يعارض بريطانيا بشدة. ولعل هذا هو السبب الذي جعل بعض الخبراء يعتقدون أن الولايات المتحدة انتهجت سياسة التعامل مع الكاشاني لإضعاف محمد مصدق، لكنها لم تشركه في تفاصيل الانقلاب.
تشير هذه الوثائق أيضًا إلى أن عددًا قليلًا فقط من الأفراد كانوا على علم بخطة الانقلاب: بعض قادة الوحدات العسكرية، وقائد قوة الشرطة، و"البهبهاني، المسؤول عن تنظيم المظاهرات". وتروي الوثائق أيضًا أنه بعد الإطاحة بمصدق، استمر دفع الأموال لمحمد البهبهاني. وذكر تقرير لوكالة المخابرات المركزية الأميركية، نقلًا عن مصادر مقربة من القائد فضل الله زاهدي، رئيس الوزراء الجديد، أن زاهدي أعطى البهبهاني عشرة آلاف تومان (حوالي ألف دولار) في السادس والعشرين من سبتمبر/أيلول وخمسة آلاف تومان (حوالي خمسمائة دولار) بعد أسبوع "للحفاظ على حسن نية بهبهاني ودعمه". لذلك لا يُعتقد أنه كان من مؤيدي الخميني وقيام دولة إسلامية في إيران حسب ما أوردته المخابرات البريطانية.

## الوفاة
توفي مير سيد محمد في 11 تشرين الثاني 1963 عن عمر يناهز التاسعة والثمانين ودُفن في النجف.

## طالع أيضًا
- محمد علي شاه آبادي
- ميرزا جواد آغا طهراني